# Aiuto! Arrivano gli ospiti...
Aiuto! Arrivano gli ospiti... è un programma televisivo italiano che abbina food e design, condotto dall'interior designer Andrea Castrignano e dallo chef Roberto Di Pinto. La prima edizione è stata trasmessa nel 2017 a partire dal 16 novembre, in seconda serata su La5.